# Деккер, Десмонд
Desmond Dekker (16 июля 1941 — 25 мая 2006) — ямайский ска, регги и рокстеди музыкант. Вместе со своей группой The Aces, записал одни из самых ранних регги-хитов: «Israelites» (1968), «007 Shanty Town» (1967), «It Mek» (1969) и «You Can Get It If You Really Want» (1970). Фактически, он был первым человеком, познакомившим мир с музыкой острова Ямайки.

## Ранние годы
Урождённый Десмонд Адольфус Декрис провел своё детство на родительской ферме в Сент-Андру, Ямайка. В детстве регулярно пел в церковном хоре, учился играть на фортепиано, гитаре и ударных инструментах. Десмонд стал не единственным музыкантом в семье: его брат Джордж участвовал в группе The Pioneers, а сестра Полин известна по песне «You Never Miss Your Water» (дуэт с Дерриком Морганом). В возрасте около 15 лет Десмонд переехал в столицу Ямайки, Кингстон. Там, обучаясь в школе «Альфа Бойз», познакомился с Робертом Неста Марли, с которым подружился и общался в дальнейшем.

## Карьера
После школы Десмонд устроился на одну из строек Кингстона сварщиком, но продолжал мечтать о карьере музыканта. В 1961 году он заключил свой первый контракт со студией Лесли Конга «Беверлис». В 1963 году одна из песен Деккера «Honour Your Mother and Father» стала хитом на Ямайке, тем самым ознаменовав начало карьеры будущей звезды.
В 1967 году вышел дебютный альбом «007 Shanty Town», попавший в Британский чарт и поднявшийся в нём до 14 места, одноимённый трек сделал Деккера иконой для руд-боев на Ямайке, а в Великобритании стала любимым танцевальным треком для молодых рабочих и модов.

В 1968 году вышел второй альбом «Israelites», ставший лидером Британского чарта и попавшая в американский Billboard Hot 100. Деккер был первым ямайским исполнителем с чисто ямайской музыкой, ставшей хитом в США.

В начале 1970 года Десмонд переехал в Великобританию и записал хит «You Can Get It If You Really Want» на слова Джимми Клиффа, поднявшийся в Британском чарте до второго места.

В 1971 году неожиданно скончался Лесли Кинг, оказывавший большое влияние на Деккера и Клиффа, деморализовавшее их на некоторое время.
В 1972 году вышел ямайский криминальный фильм «Тернистый путь» (англ. The Harder They Come) с Джимми Клиффом в главной роли, саундтреком к которому стали композиции Клиффа, Десмонда Деккера, The Melodians, The Maytals, The Slickers. Саундтрек сыграл важную роль в популяризации регги по всему миру.

Следующий всплеск в карьере Десмонда случился в начале 80-х годов, в связи с началом второй волны ска. Был записан альбом «Black & Dekker» (1980) и «Compass Point» (1981). А в 1984 году Деккер был объявлен банкротом.

Несмотря на это, в 1993 году был выпущен совместный альбом с The Specials: «King of Kings».

Десмонд Деккер умер в 2006 году от инфаркта в возрасте 64 лет в своём доме в Южном Лондоне.

## Дискография

### Альбомы
- 007 Shanty Town (1967) Doctor Bird (Desmond Dekker & The Aces)
- Action! (1968) (Desmond Dekker & The Aces)
- The Israelites (1969) Pyramid Records
- Intensified (1970) — Lagoon Records
- You Can Get It If You Really Want (1970) — Trojan Records
- The Israelites (1975), Cactus Records — совсем другой альбом, по сравнению с записью 1969 г.
- Black And Dekker (1980) Stiff Records
- Compass Point (1981) Stiff Records
- King of Kings, совместно с The Specials (1993) — Trojan Records
- Halfway to Paradise (1999) — Trojan Records

### Синглы

#### Ранние синглы
- «Honour Your Mother and Father» (1963) Island (as Desmond Dekker & Beverley’s Allstars)
- «Parents» (1964) Island
- «King of Ska» (1964) Island (as Desmond Dekkar and his Cherry Pies)
- «Dracula» (1964) Black Swan (as Desmond Dekkar)

#### Совместно сThe Four Aces
- «Generosity» (1965) Island Records
- «Get Up Adina» (1965) Island Records
- «This Woman» (1965) Island Records
- «Mount Zion» (1965) Island Records

#### Совместно сThe Aces
- «007 (Shanty Town)» (1967) — Doctor Bird
- «Wise Man» (1967) Pyramid Records
- «007 Shanty Town» (1967) Pyramid Records
- «It’s a Shame» (1967) Pyramid Records
- «Rudy Got Soul» (1967) Pyramid Records
- «Rude Boy Train» (1967) Pyramid Records
- «Mother’s Young Gal» (1967) Pyramid Records
- «Unity» (1967) Pyramid Records
- «Sabotage» (1967) Pyramid Records
- «It Pays» (1967) Pyramid Records
- «Beautiful and Dangerous» (1967) Pyramid Records
- «Bongo Gal» (1967) Pyramid Records
- «To Sir, With Love» (1967) Pyramid Records
- «Mother Pepper» (1967) Pyramid Records
- «Hey Grandma» (1967) Pyramid Records
- «Music Like Dirt (Intensified '68)» (1967) Pyramid Records
- «It Mek» (1968) Pyramid Records
- «Israelites» (1968) — Pyramid Records (UK #1, Billboard Hot 100 #9)
- «Christmas Day» (1968) Pyramid Records
- «It Mek» (1969) — Pyramid Records (UK #7)
- «Pickney Gal» (1969) — Pyramid Records (UK #42)

#### Поздние синглы
- «You Can Get It If You Really Want» (1970) — Trojan Records (UK #2)
- «The Song We Used to Sing» (1970) Trojan Records
- «Licking Stick» (1971) Trojan Records
- «It Gotta Be So» (1972) Trojan Records
- «Beware» (1972) Rhino Records
- «Sing a Little Song» (1973) Rhino Records
- «Everybody Join Hands» (1973) Rhino Records
- «Busted Lad» (1974) Rhino Records
- «Israelites (переиздание)» (1975) — Cactus Records (UK #10)
- «Sing a Little Song» (1975) — Cactus Records (UK #16)
- «Roots Rock» (1977) Feelgood Records
- «Israelites (new mix)» (1980) Stiff Records
- «Please Don’t Bend» (1980) Stiff Records
- «Many Rivers to Cross» (1980) Stiff Records
- «We Can and Shall» (1981) Stiff Records
- «Book of Rules» (1982) Stiff Records
- «Hot City» (1983) Stiff Records
- «Jamaica Ska» (1993) Trojan Records

### Сборники
- This Is Desmond Dekkar (1969) Trojan Records (UK #27)
- Double Dekker (1973) Trojan Records
- Dekker’s Sweet 16 Hits (1979) Trojan Records
- The Original Reggae Hitsound (1985) Trojan Records
- 20 Golden Pieces of Desmond Dekker (1987) Bulldog
- The Official Live and Rare (1987) Trojan Records
- Greatest Hits (1988) Streetlife
- The Best of & The Rest of (1990) Action Replay
- Music Like Dirt (1992) Trojan Records
- Rockin' Steady — The Best of Desmond Dekker (1992) Rhino
- Crucial Cuts (1993) Music Club
- Israelites (1994) Laserlight
- Action (1995) Lagoon
- Voice of Ska (1995) Emporio
- Moving On (1996) Trojan Records
- The Israelites (1996) Marble Arch
- First Time for a Long Time (1997) Trojan Records
- Desmond Dekker Archive (1997) Rialto
- The Writing on the Wall (1998) Trojan Records
- Israelites (1999) Castle Pie
- Israelites: The Best Of Desmond Dekker (1963—1971) — Trojan Records (1999)
- Desmond Dekker (2000) Snapper
- The Very Best Of (2000) Jet Set
- Israelites — Anthology 1963 To 1999 (2001) Trojan Records